# Сольський Микола Тарасович
Микола Тарасович Сольський (нар. 22 травня 1979, село Росохи Старосамбірського району Львівської області, УРСР) — український державний діяч, юрист, підприємець-аграрій. Міністр аграрної політики та продовольства (24 березня 2022 — 14 травня 2024). Нардеп IX скл, юрист адвокатського об'єднання «Процик та Партнери».
2019 року обраний народним депутатом від партії «Слуга народу», № 125 у списку. Безпартійний.
За місяць був названий кандидатом на посаду голови комітету аграрної політики і земельних відносин у Верховній раді IX скликання, посаду обіймав із 29 серпня 2019 до 24 березня 2022 року.

## Життєпис

### Походження та навчання
Народився 22 травня 1979 року у селі Росохи на Львівщині.
З 1995 по 2000 рік навчався на юридичному факультеті ЛНУ ім. Франка (кваліфікація «Юрист», спеціалізація «Цивільне право та процес»).

### Підприємницька діяльність
Микола Сольський був засновником семи та беніфіціаром 10 підприємств, що займаються агробізнесом.
Свою трудову діяльність починав юрисконсультом в різних юридичних компаніях (2000—2001 — юрисконсульт ЗАТ «Ензим»; 2001—2003 — юрисконсульт ТОВ "Юридична фірма «ДОПОМОГА. Єфімов, Темненко та партнери»). Потім обіймав посаду генерального директора ТОВ "Юридична фірма «Сольський, Процик та Партнери». Крім того, 5 років працював заступником виконавчого директора ТОВ "Юридична фірма «Процик та Партнери». На час обрання народним депутатом працював юристом адвокатського об'єднання «Процик та Партнери».
З 2007 року був співзасновником «Українського Аграрного Холдингу».
Народний депутат України
Народний депутат Сольський М.Т. став ініціатором та співавтором більше, ніж 20 проектів Законів України. Переважна більшість Законів України, що були ухвалені Верховною Радою України, стосувалися земельної реформи.
Земельна реформа
За ініціативи Сольського М.Т. було розроблено проект Закону України «Про внесення змін до деяких законодавчих актів України щодо обігу земель сільськогосподарського призначення», який був прийнятий Верховною Радою України 31 березня 2020 року та яким було знято мораторій на продаж земель сільськогосподарського призначення з 1 липня 2021 року .
Сольський М.Т. став співавтором багатьох інших проектів Законів України, що стосувалися впровадження земельної реформи, зокрема, про передачу землі державної власності до комунальної власності та про продаж земельних ділянок через електронні аукціони.
31 березня 2020 року був ухвалений Закон України № 552-IX «Про внесення змін до деяких законодавчих актів України щодо обігу земель сільськогосподарського призначення» (законопроект №2178-10), ініціатором якого став Сольський. Відповідно до Закону було сформоване законодавче поле для запровадження ринкового обігу земель сільськогосподарського призначення, зокрема, особливості правового регулювання обігу земельних ділянок сільськогосподарського призначення на основі ринкових механізмів переходу прав на земельні ділянки.
13 квітня 2020 року був ухвалений Закон України № 554-IX «Про національну інфраструктуру геопросторових даних» (законопроект №2370), що дозволило встановити єдину державну політику з питань створення, функціонування та розвитку національної інфраструктури геопросторових даних, а також виключення дублювання робіт та витрат державного бюджету на створення геопросторових даних на усіх рівнях державного управління та місцевого самоврядування.
17 червня 2020 року був ухвалений Закон України № 711-IX «Про внесення змін до Земельного кодексу України та інших законодавчих актів щодо планування використання земель» (законопроект №2280), відповідно до якого врегулювано питання встановлення меж громад, комплексного просторового планування територій громад, що скасовує необхідність розроблення декількох, споріднених за змістом, видів містобудівної документації та документації із землеустрою. Крім того, завдяки реалізації Закону унормувано питання, пов’язаних з формуванням електронної картографічної основи для планування території.
28 квітня 2021 року було прийнято Закон України № 1423-IX  «Про внесення змін до Земельного кодексу України та інших законодавчих актів щодо удосконалення системи управління та дерегуляції у сфері земельних відносин» (законопроект №2194), відповідно до якого землі державної власності за межами населених пунктів (крім земель, які потрібні державі для виконання її функцій) передано до комунальної власності та надано органам місцевого самоврядування повноваження щодо зміни цільового призначення земельних ділянок приватної власності й затвердження планів детального планування території за межами населених пунктів. «За» проголосувало 268 депутатів.
18 травня 2021 року був ухвалений Закон України № 1444-IX  «Про внесення змін до деяких законодавчих актів щодо продажу земельних ділянок державної та комунальної власності або прав на них (оренди, суперфіцію, емфітевзису) через електронні аукціони» (законопроект №2195), відповідно до якого запроваджено обов’язковий продаж земельних ділянок державної та комунальної власності або прав на них (оренди, суперфіцію, емфітевзису) через електронні аукціони. «За» проголосувало 274 депутати.
Законотворча діяльність
У період перебування Сольського на посаді голови Комітету Верховної Ради України  з питань аграрної політики і земельних відносин було розроблено законопроект №3295 «Про внесення змін до Закону України «Про державну підтримку сільського господарства України» та інших законів Україні щодо функціонування Державного аграрного реєстру та удосконалення державної підтримки виробників сільськогосподарської продукції». який Верховна Рада України ухвалила 5 листопада 2020 року. Завдяки реалізації Закону України від 05.11.2020 № 985-IX визначено законодавчі підстави для функціонування Державного аграрного реєстру, надання права на отримання бюджетної тваринницької дотації суб’єктам, які займаються козівництвом та аквакультурою, а також застосування принципу пропорційності розподілу державної підтримки та обмеження максимального розміру підтримки на одного виробника сільськогосподарської продукції. Відтепер щорічно за кожним видом державної підтримки один виробник сільськогосподарської продукції з урахуванням пов’язаних з ним осіб може отримати державну підтримку в сумі не більше ніж 10 тисяч розмірів мінімальної заробітної плати, встановленої на 1 січня відповідного року.
З метою детінізації економіки та оптимізації податкових зобов’язань Сольський став співавтором проекту Закону України «Про внесення змін до Податкового кодексу України щодо ставки податку на додану вартість з операцій з постачання окремих видів сільськогосподарської продукції», яким передбачалося зниження ставки податку на додану вартість до14% по операціях з постачання на митній території України та ввезення на митну територію України окремих видів сільськогосподарської продукції. Закон України № 1115-ІХ був ухвалений 17 грудня 2020 року. Наступного року він став співавтором законопроекту «Про внесення змін до Податкового кодексу України щодо ставки податку на додану вартість з операцій з постачання харчових продуктів, що мають істотну соціальну значущість», яким пропонувалося встановити ставку податку на додану вартість у 14% по операціях з постачання на митній території України та ввезення на митну територію України харчових продуктів, що мають істотну соціальну значущість (Закон України від 29.06.2021 № 5425-2).
Членами Комітету Верховної Ради України  з питань аграрної політики і земельних відносин, що очолював Сольський, було розроблено законопроект № 4558 «Про внесення змін до деяких законів України щодо вдосконалення державного регулювання у сфері поводження з пестицидами і агрохімікатами» (Закон України від 16.11.2022 № 2775-ІХ). Метою законопроекту стало удосконалення правового регулювання у сфері поводження із пестицидами і агрохімікатами шляхом визначення  вимог до їх маркування, процедури державної реєстрації препаратів, скасування положень про спеціальні сировинні зони, призначені для вирощування продукції для дитячого і дієтичного харчування, скасування обов’язковості страхування господарської діяльності у сфері зберігання та застосування пестицидів і агрохімікатів та найголовніше - усунення дублювання повноважень та надмірного державного регулювання, а також посилення боротьби із фальсифікованими пестицидами і агрохімікатами.
Перебуваючи на посаді голови Комітету Верховної Ради України з питань аграрної політики і земельних відносин, Сольський залучався до розробки та прийняття Верховною Радою України Закону України від 04.02.2021 №1206-IX «Про ветеринарну медицину та благополуччя тварин», яким були встановлені усі ключові питання щодо захисту здоров’я та забезпечення благополуччя тварин, ветеринарної практики, виробництва, обігу та застосування ветеринарних препаратів з урахуванням міжнародних зобов’язань України, зокрема в рамках Угоди про асоціацію з ЄС. Крім простежуваності живих тварин, було встановлено нові правила виробництва, обігу та застосування ветеринарних лікарських засобів, вимоги до проведення клінічних досліджень (випробувань) ветеринарних лікарських засобі, вимоги до виробництва, обігу та використання лікувальних кормів та проміжних продуктів їх виробництва, розмежування підстав та посилення адміністративної відповідальності за порушення законодавства про ветеринарну медицину та благополуччя тварин тощо.
Сольський М.Т. став співавтором проекту Закону України «Про Фонд часткового гарантування кредитів в сільському господарстві», який Верховна Рада України ухвалила 4 листопада 2021 року. Закон України від 04.11.2021 № 1865-IX забезпечив доступ до фінансування малих сільгоспвиробників, що обробляють менш ніж 500 га землі через механізм часткового гарантування кредитів Фондом часткового гарантування кредитів в сільському господарстві, що був створений на виконання Закону.
За ініціативи Сольського М.Т. був розроблений проект Закону України «Про організації водокористувачів та стимулювання гідротехнічної меліорації земель», який був прийнятий Верховною Радою України 17 лютого 2022 року (Закон України від 17.02.22 № 2035-IX). Прийняття Закону дозволило визначити правовий статус організації водокористувачів, унормовати процедуру створення та набуття ОВК прав на об’єкти меліоративної інфраструктури. Крім того, це дозволило створило передумови для утримання водокористувачами меліоративної інфраструктури та залучення інвестицій в неї.
24 березня 2022 року Верховною Радою України був прийнятий Закону України «Про внесення змін до деяких законодавчих актів України щодо створення умов для забезпечення продовольчої безпеки в умовах воєнного стану», ініціатором якого став Сольський М.Т. Основна мета – уникнення зловживань на час воєнного періоду, зокрема, забороняються: безоплатна передача земель державної, комунальної власності у приватну власність; формування земельних ділянок (крім тих, що передаються в оренду військовими адміністраціями); земельні торги щодо прав оренди, емфітевзису, суперфіцію щодо земельних ділянок державної, комунальної власності сільськогосподарського призначення.

### Міністр аграрної політики та продовольства
24 березня 2022 року Верховна Рада України призначила Сольського Міністром аграрної політики та продовольства.
Реформа рибної галузі
Мінагрополітики було розроблено проект Закону України №7616 «Про внесення змін до деяких законодавчих актів України щодо удосконалення державного регулювання в галузі рибного господарства, збереження та раціонального використання водних біоресурсів та сфері аквакультури», основні положення якого направлені на пришвидшення удосконалення процедури отримання дозвільної документації на ринку, спрощення умов входу на ринок та мінімізацію корупційних ризиків під час проходження всіх необхідних процедур. 21 березня 2023 року Верховною Радою України законопроект був схвалений (Закон України від 23.03.2023 №2989-IX).
22 грудня 2023 Кабінет Міністрів України прийняв постанову «Деякі питання здійснення спеціального використання водних біоресурсів», яка врахувала всі процедури, які передбачені для спеціального використання водних біоресурсів. На її підставі було оголошено аукціони на промисловий вилов водних біоресурсів у 2024 році.
Організація водокористувачів
Для забезпечення виконання Закону України від 17.02.22 № 2079-IX, ініціатором якого став Сольський, Мінагрополітики розроблено та прийнято ряд нормативно-правових актів Кабінетом Міністрів України та іншими центральними органами виконавчої влади. Діючим законодавством належним чином врегульовані усі питання стосовно створення організацій водокористувачів, реєстрації у Державному земельному кадастрі інформації про меліоративну мережу, отримання організаціями водокористувачів меліоративних об’єктів у власність та реєстрація в Державному реєстрі речових прав на нерухоме майно прав власності таких організацій на об’єкти інженерної інфраструктури меліоративних систем.
За ініціативи Мінагрополітики Уряд прийняв рішення про передачу 39 цілісних майнових комплексів (державних підприємств, установ та організацій, що належали до сфери управління Держводагентства), до сфери управління Держрибагентства (розпорядження Кабінету Міністрів України від 12 серпня 2022 року № 714-р).
Земельна реформа
Протягом перебування на посаді Міністра Сольський формував політику з огляду на необхідність ефективної державної реєстрації земельних ділянок та спрощення зміни цільового призначення земельних ділянок.
27 липня 2023 року Верховна Рада України ухвалила законопроект «Про внесення змін до деяких законодавчих актів України щодо підвищення ефективності використання земель сільськогосподарського призначення державної власності» (Закон України від 27.07.2023 р. № 3272-ІХ), ініціатором якого стало Мінагрополітики. Реалізація Закону дозволила здійснювати продаж землі держаних підприємств через Єдину систему електронних публічних закупівель Prozorro.
Розвиток та диверсифікація внутрішнього виробництва
16 листопада 2022 року Верховною Радою України був прийнятий Закону України № 2763-IX «Про внесення змін до деяких законодавчих актів України щодо приведення законодавства у сфері охорони прав на сорти рослин та насінництва і розсадництва у відповідність із положеннями законодавства Європейського Союзу», який був підготовлений у тісній співпраці народних депутатів з Мінагрополітики. Закон дозволив спростити реєстрацію загальнопоширених сортів, а також автоматично визнати сорти, що зареєстровані в ЄС та США, та максимально ефективно врегулювати процес сертифікації насіння на сортові якості в Україні з подальшим впровадженням міжнародної практики щодо конкурентного підходу у наданні платних послуг сертифікації насіння.
22 березня 2023 року за поданням Кабінету Міністрів України у Верховній Раді було зареєстровано законопроект №9139 «Про виноград та продукти виноградарства», розробником якого стало Мінагрополітики на чолі з Сольським. Законопроектом передбачалось запровадити вимоги для виробництва і обігу вин, продуктів виноградарства та виноробства,  ароматизованих винних продуктів із географічними зазначеннями, аналогічні до сучасних правил в країнах ЄС, визначити механізм захисту на території України географічних зазначень, створити єдину державну інформаційну систему “Виноградарсько-виноробний реєстр”, передбачити можливість державної підтримки виноградарства та виноробства тощо. Законопроект був прийнятий Верховною Радою 22 серпня 2024 року (Закон України від 22.08.2024 р. № 3928-ІХ).
У співпраці з Мінагрополітики було розроблено законопроект №9030 «Про внесення змін до деяких законодавчих актів України щодо розвитку виробництва виноробної продукції та спрощення господарської діяльності малих виробництв виноробної продукції», який був прийнятий Верховною Радою України 9 серпня 2023 року та яким спрощено процедури виробництва вина малими виробниками, а також відкрило доступ до державної підтримки таким виробникам .
Одним із напрямків роботи Сольського на посаді – на законодавчому рівні вирішити питання невизначеності біотехнологічної діяльності та виробництва продукції агропромислового комплексу, що містить генно-модифіковані організми. Так, 23 серпня 2023 року Верховною Радою України був прийнятий Закону України № 3339-IX «Про державне регулювання генетично-інженерної діяльності та державний контроль за розміщенням на ринку генетично модифікованих організмів і продукції», за яким було встановлено право вилучення з обігу та знищенню незареєстрованого ГМО, а також право Кабінету Міністрів встановлювати заборону на вирощування певних генно-модифікованих культур на території України.
Міністерством охорони здоров’я у тісній співпраці з Мінагрополітики стали ініціаторами розробки законопроекту №7457 «Про регулювання обігу рослин роду коноплі (Cannabis) в медичних, промислових цілях, науковій та науково-технічній діяльності для створення умов щодо розширення доступу пацієнтів до необхідного лікування онкологічних захворювань та посттравматичних стресових розладів, отриманих внаслідок війни», який був прийнятий Верховною Радою України 21 грудня 2023 року. Реалізація Закону України від 21.12.2023 № 3528-IX дозволила скасувати ліцензування та квотування виробництва промислових конопель в Україні, а також запровадити декларативний принцип вирощування такого типу конопель.
У тісній співпраці з Мінагрополітики на чолі з Сольським нардепами-членами Комітету Верховної Ради з питань аграрної та земельної було розроблено законопроект 10427-1 «Про внесення змін до деяких законів України щодо поширення сортів бавовнику в Україні», що був прийнятий Верховною Радою 23 квітня 2024 року (Закон України від 23.04.2024 р. № 3645-ІХ) та фактично став передумовою відновлення виробництва бавовнику в Україні.
Боротьба з тіньовим обігом продукції
31 жовтня 2023 Кабінет Міністрів України прийняв постанову «Про реалізацію експериментального проекту з верифікації суб’єктів агропромислового комплексу в умовах воєнного стану». Вона передбачає унеможливлення зловживання та порушення законодавства під час експорту агропродукції, а також захист права агропідприємців, які дотримуються законодавства щодо експорту. Експериментальний проект був реалізований через Державний аграрний реєстр.
Державний аграрний реєстр та державна підтримка
Державний аграрний реєстр був запущений 12 серпня 2022 року. У період, коли Сольський займав посаду Міністра, було зареєстровано більше 150 000 сільгосптоваровиробників та реалізовано більше 50 програм підтримки. За цей час Державний аграрний реєстр був інтегрований з 7 іншими державними реєстрами.
16 серпня 2022 Кабінет Міністрів України прийняв постанову «Про затвердження Порядку використання коштів, передбачених у державному бюджеті для надання підтримки фермерським господарствам та іншим виробникам сільськогосподарської продукції», яка визначає механізм використання коштів, передбачених у державному бюджеті за програмою «Підтримка фермерських господарств та інших виробників сільськогосподарської продукції». Державна допомога передбачала надання бюджетної субсидія на одиницю оброблюваних угідь сільськогосподарського призначення (1 га) для провадження сільськогосподарської діяльності, а також спеціальної бюджетної дотація за утримання великої рогатої худоби (корів) усіх напрямів продуктивності. У 2022 році обсяг фінансування склав 1 605 млн грн., а кількість отримувачів – 31 081 сільгосптоваровиробників.
У період перебування Сольського на посаді 21 червня 2022 Кабінет Міністрів України прийняв постанову №738, що визначила Порядок надання грантів для створення або розвитку садівництва, ягідництва та виноградарства. Порядок передбачає надання безповоротної допомоги на садівництво 1 га ягідника або саду – від 150 до 400 тис. грн, та 5-7 млн грн – на тепличне господарство. Як результат, з липня 2022 року висаджено більше інтенсивних садів, ніж за попередні 10 років. Площа нових садів становила 2 467,3 га.
Міжнародна співпрація
З метою розвитку експортного потенціалу українських сільгосптоваровиробників, у 2022-2024 роках Мінагрополітики докладало багато зусиль для відкриття нових ринків для аграрної продукції. За час перебування на посаді Солського М.Т. було відкрито нові ринки для сільськогоподарських товарів у 14 країнах світу, тривали перемовини щодо відкриття ринку Китаю для борошна, риби, м’яса та гороху з України. За час перебування Сольського на посаді робота щодо відкриття ринків проводиться з близько 63-ма країнами по майже 200 напрямках.
У межах реалізації програми «Grain from Ukraine» було доставлено близько 210 тис. тон. до країн Африки, зокрема, Сомалі, Ефіопії, Кенії, Ємену, Нігерії та Судану. Мінагрополітики на чолі з Сольським реалізувало 18 міжнародних проектів на суму близько 513,3 млн дол.
30 травня 2022 року Європейський Союз скасував мита та квоти на українську продукцію на рік, а 21 травня 2023 року – продовжив вільну торгівлю з Україною. 23 квітня 2024 року Європарламент підтримав вільну торгівлю на українську продукцію до 5 червня 2025 року.
З метою забезпечення вільної торгівлі України з країнами ЄС Сольський провів більше, ніж 50 зустрічей з Міністрами сільського господарства інших країн.
Блокування ввезення сільськогосподарської продукції з території України.
15 квітня 2023 року Польщею запроваджено тимчасову заборону на ввезення сільськогосподарської продукції з території України. Ситуацію погіршило те, що за прикладом Польщі пішли деякі інші країни-члени ЄС: Угорщина, Словаччина, Румунія та Болгарія.
30 травня 2023 року Міністр аграрної політики та продовольства України Микола Сольський взяв участь у засіданні Ради ЄС з питань сільського господарства та рибальства . У контексті заходів із врегулювання питання заборони на ввезення української аграрної продукції Міністром аграрної політики та продовольства України Миколою Сольським було проведено низку зустрічей  з іноземними партнерами.
25 серпня 2023 року під час прес-конференції Міністр сільського господарства і розвитку села Республіки Польща Роберт Телус повідомив про проведення відеоконференції за участю п’ятьох міністрів сільського господарства т. зв. прифронтових країн: Польщі, Болгарії, Румунії, Словаччини та Угорщини, за результатами якої було підтверджено спільну позицію щодо необхідності продовження після 15 вересня 2023 року заборони на імпорт аграрної продукції з України до кінця поточного року.
З метою врегулювання критичної ситуації, яка склалася з експортом аграрної продукції на зовнішні ринки в умовах блокування росією портів Великої Одеси, Миколою Сольським у 2023 році було проведено 38 зустрічей з Міністрами сільського господарства країн-членів ЄС та Молдови.
У ході зустрічей із очільниками аграрних міністерств Болгарії, Румунії, Словаччини Урядом України було досягнуто домовленостей, що з метою забезпечення безперебійного експорту Україна розробила новий механізм ліцензування окремих видів аграрної продукції таким чином, що ліцензія на експорт з України
З 25 січня 2024 року на рівні експертів запроваджено регулярні консультації між аграрними міністерствами України та Польщі, в рамках яких обговорюються можливі механізми взаємодії щодо запровадження процедури експортного ліцензування української сільськогосподарської продукції.
У ході перемовин, які відбулися 7 березня 2024 року, на чолі з аграрними міністрами України та Польщі Миколи Сольського та Чеслава Сєкєрського розглянуто питання щодо експорту української аграрної продукції, а також ситуацію, яка склалася на українсько-польському кордоні, внаслідок блокування пунктів пропуску польськими фермерами.
27 березня та 23 квітня 2024 року було проведено два раунди спільних міжміністерських переговорів із залученням представників профільних аграрних асоціацій України та Польщі, під час яких узгоджувалися механізми взаємодії щодо торгівлі аграрною продукцією. До переговорів були долучені керівники найбільших агроасоціацій України з усіх напрямків агросектору.
За результатом проведеної роботи, 29 квітня 2024 року усі пункти пропуску на українсько-польському кордоні було розблоковано.
25 квітня 2024 року Сольський подав у відставку. 9 травня Верховна Рада України звільнила Сольського.

## Розслідування
23 квітня 2024 року НАБУ і САП повідомили Сольському про підозру в заволодінні державною землею на 291 млн. грн. та спробі заволодіння землею на 190 млн. грн. У цій справі також проходять службові особи органів Держгеокадастру, а також особи, які контролювали діяльність цих органів.
29 листопада 2024 року НАБУ і САП оголосили про завершення досудового розслідування та відкриття матеріалів кримінального провадження стороні захисту для ознайомлення .

## Особисте життя
Одружений, виховує чотирьох дітей: дві дочки та два сини, проживає в Києві.